# Mincio folyó menti csata
A Mincio menti csata a lombardiai Mincio folyó mellett zajlott le 1814. február 8-án, a hatodik koalíciós háború idején, az Eugène de Beauharnais herceg, (Napóleon császár mostohafia, az Itáliai Királyság alkirálya által vezetett francia–olasz és a Heinrich von Bellegarde tábornok által irányított osztrák császári erők között. Az ütközet nem vezetett olyan eredményre, amit Eugène de Beauharnais szeretett volna és nem befolyásolta döntően a franciaországi hadjárat sorsát.

## Előzmények
Napóleon lipcsei veresége után a franciák visszavonultak saját határaik mögé, bízva a „birodalom” védelmében, a szövetségesek pedig üldözték őket. A fő hadszíntéren kívül, Észak-Itáliában is állomásoztak francia erők, akiket az osztrákok támadása fenyegetett; megpróbálták őket onnan kiverni, vagy megsemmisíteni. Murat marsall, Nápoly (Napóleon által kinevezett) királya még hiányzott a szövetségesek oldaláról, álláspontja még kétséges volt. 1814. január 8-án az Osztrák Császárság és a Nápolyi Királyság szövetségi szerződést kötött, ezt nevezték Franciaországban „Murat első árulásának”. Valójában ezzel a szerződéssel Ausztria, amely szintén egész Itália birtokára pályázott, csupán időt akart nyerni. A franciák fő ereje Eugène de Beauharnais-nak, a császár mostohafiának parancsnoksága alatt állt, az osztrákok keletről előrenyomulva ezt akarták felszámolni Bellegarde vezetésével. A bármikor bekövetkezhető, fenyegető osztrák támadástól tartva az itáliai alkirály a Mincio folyó partján állította fel erőit.
Ez a csatatér teljesen alkalmatlan volt a hadseregek felvonultatására, durván 70 000 embernek kellett harcolnia egy észak-dél tengely mentén, a Garda-tótól a mantovai erődig vezető 20 kilométeres úton. Ez az elnyúló hadszíntér megakadályozta a parancsnokokat a világos helyzet felismerésben, és a tényleges feladatmegoldásban. A Mincio folyónak ez a szakasza, tele hidakkal és falucskákkal képezte a csata döntő pontját (ami végül nem hozott, nem is hozhatott döntést...)

## A csata

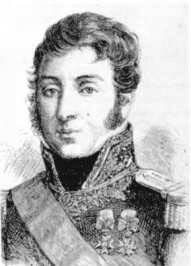
Jean-Antoine Verdier tábornok

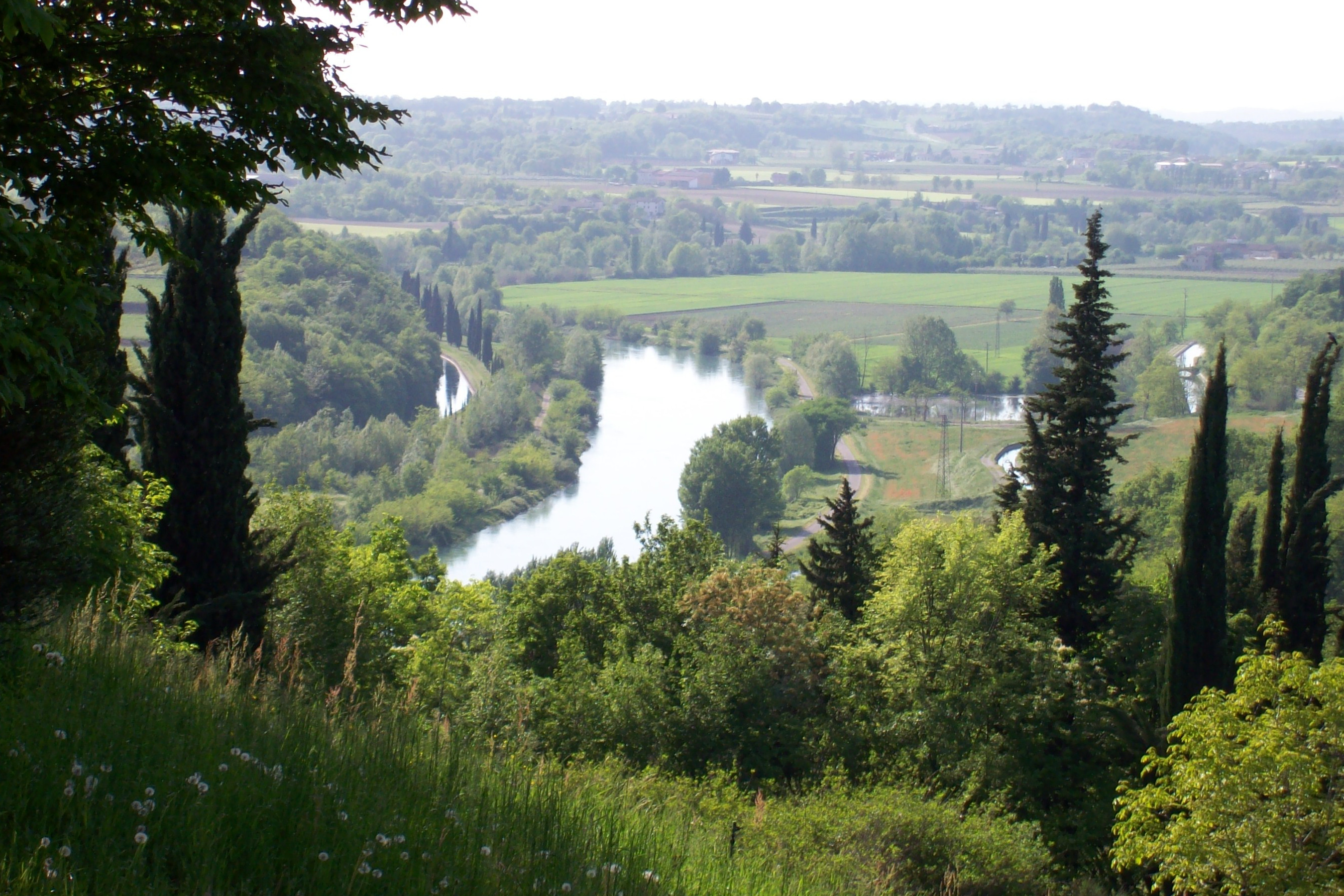
A Mincio folyó Valeggiónál

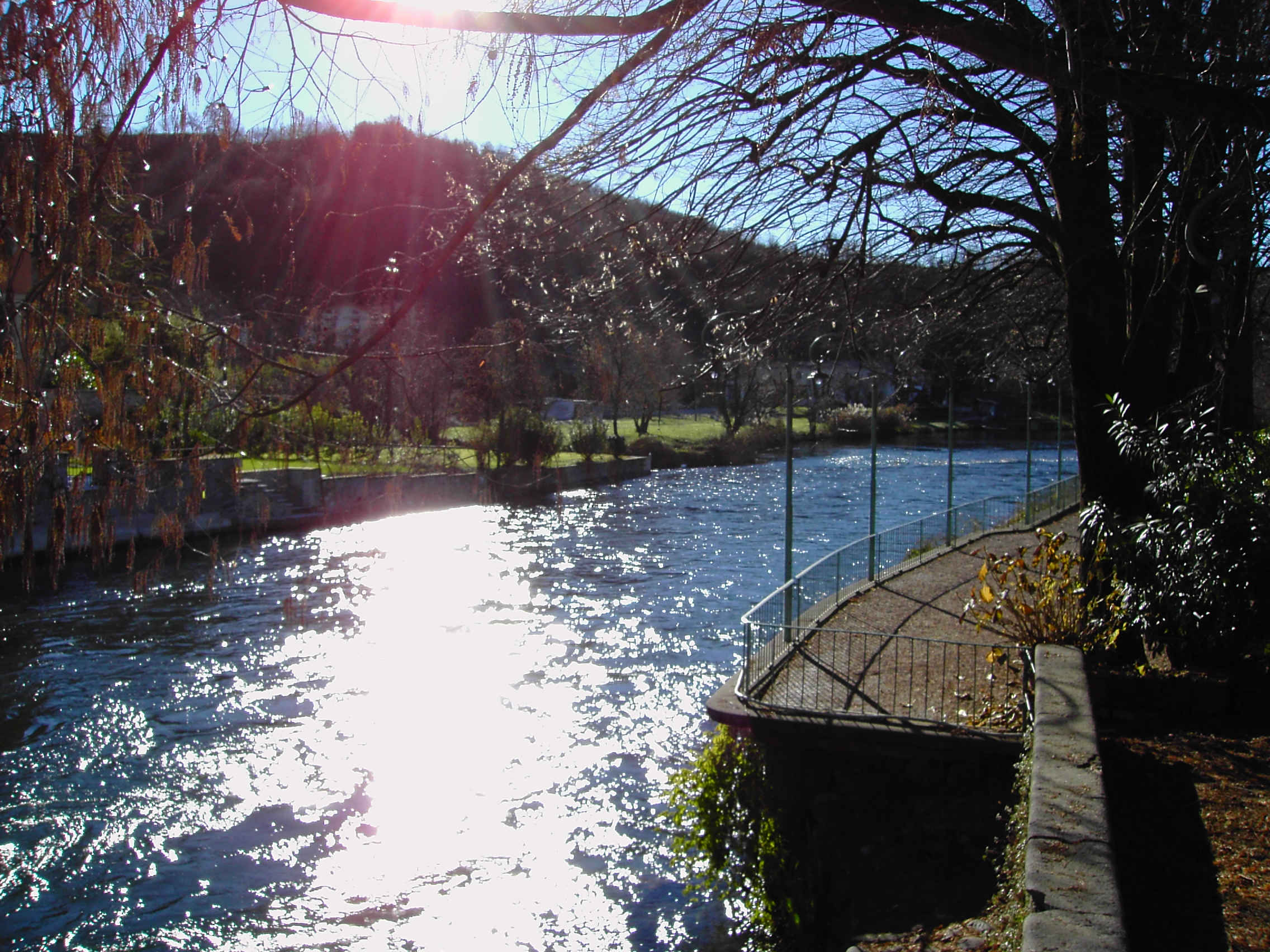
A Mincio folyó Borghettónál

Az alkirály serege 41 000 főből állt, de ebből elkülönített egy 7000 fős alakulatot a déli szárnyának védelmére a Pó folyóhoz, így a csatában ténylegesen csak 34 000 embere vett részt. A sereg az Itáliai Királyi Gárdából, a lovasságból és két „álhadtestből” (nem teljes létszámú alakulatból) állt Paul Grenier és Jean-Antoine Verdier vezetése alatt. Az előbbi alakulat Mantova körül állomásozott, mert ez egy később védett pescarai erőd volt a csatatér északi sarkában. Eugène terve szerint két oldalról átkarolja Grenier és Verdier erővel az ellenséget és utat nyit az osztrákok felé. Papíron jó tervnek tűnt, de dupla bekerítés, különösen ilyen méretben, már nagyon nagy taktikai és számbeli fölényt feltételezett volna, amivel a franciák nem rendelkeztek.
Bellegarde erői nagyjából kiegyenlítették az alkirály seregeit, a gyors manőverezésben remélték megtalálni a siker kulcsát. 35 000 katonát vonultatott fel bizonyos fokig annak figyelembevételével, hogy Pescara és Mantova a francia ellenőrzés alatt állt. Elég  hadosztály állt vezetése alatt, hogy egy támadást vezessen Borghetto falu (ma Valeggio sul Mincio része) irányába Eugène centruma felé, egy hadosztály állt Franz von Vlasits alatt Pescara ellen, egy hadosztály  Anton Mayer von Heldenfeld vezetésével nézett Mantovával farkasszemet, és három hadosztály  Paul von Radivojevich, Franz von Pflacher és Vécsey Ágoston állt készen arra, hogy a fő lökést Borghetto és Pozzolo (ma Marmirolo része) irányába megadja. Bellegarde eredetileg azt feltételezte, hogy a franciák vissza akarnak vonulni, de akkor egy osztrák őrjárat erős utóvéd jelenlétét  fedezte fel a Minción keresztül, úgy döntött, hogy nem ugyanannyi csapatot hagy, amennyit eredetileg megtervezett és Franz Mauroy von Merville tábornok vezetésével a Pozzolo keleti partján hagyott egy sereget, ezzel a döntéssel próbálta megmenteni hadseregét a lehetséges katasztrófától. Egyik fél sem ismerte a másik szándékait, ismeretlen hogy kinek az akarata érvényesül, ha egyszer a csata elkezdődik.
Bellegarde visszavonulást várt el Eugène-től, mialatt Eugène azt várta, hogy Bellegarde nem támad. Így amikor a csata elkezdődött, Bellegarde felfedezte, hogy a déli szárnya összeomlik, és Eugène értesítést kapott arról, hogy centruma gyengül és szétesik, így mindkét oldal megdöbbent.
Radivojevich két hadosztálya harc nélkül megérkezett Borghettóba (ma Valeggio sul Mincio része) február 8-án reggel 8 óra körül. Az, hogy a franciák otthagyták előőrsüket a centrumban egész éjszaka, ez meggyőzte az osztrákokat, hogy ellenségük valójában visszavonul. Az osztrákok északnyugati irányba nyomultak előre, és Olfino falunál (ma Monzambano része), két mérföldre Borghettótól találkoztak a francia főerőkkel. Amikor Verdier tábornok Olfinóba ért, személyesen mérte fel a helyzetet, rájött, hogy így dél felől el lesz vágva a fő francia erőktől, ezért feladta támadási tervét. Verdier visszahívta Giuseppe Palombini olasz különítményét Pescarából, és parancsot adott Philibert Fressinet tábornok hadtestének, hogy forduljon délre és védekezzen egy Borghetto irányából érkező lehetséges osztrák támadás ellen.
Időközben újabb és újabb osztrák csapatok özönlötték el a folyó nyugati partját. Radivojevich utolsó zászlóalja, három század ulánus, és Pflacher hadosztályának két zászlóalja kelt át a Minción délelőtt 9 és 10 óra között. Az osztrákok Melville tábornok vezetésével Pozzolóhoz érkeztek, leálltak, további utasításokra várva. A helyzet a centrumban a franciák számára nem sok jót ígért, az ő déli támadásuk több sikerrel kecsegtetett.
Ott volt 20 000 ember, akik kétfelől indíthattak támadást, és a két fő ostromló pont: Mantova erődje, ahonnan Grenier támadhat, és Goito falu. Eugéne de Beauharnais Mantovából indíthatott támadást. Előőrse, amelyet Pierre Bonnemains tábornok irányított, a 31. lovashadosztályból (chasseurs à cheval), 2 gyalogsági zászlóaljból, és 4 ágyúból állt, kezdte a támadást. Mayer tábornok előőrsét könnyen legázolták, 500 foglyot ejtettek, Grenier és Eugène végül Roverbella faluig nyomult előre. Attól félve, hogy túljárnak az eszén, Mayer tábornok 3,5 mérföldre Mozzecane falutól északkeletre vonult vissza. A franciák észak felé folytatták az előrenyomulást, azt tervezve, hogy az osztrák főerőkkel Villafranca körül fognak találkozni, de keservesen csalódtak. 10 óra körül Eugène marsall ágyútüzet hallott a folyó nyugati partján, és meglepődve látta a sok osztrákot egy olyan helyen, ahol egyáltalán nem várta felbukkanásukat.
A csata ennél a pontjánál mindkét haderő helyzete páratlan volt, hiszen ott voltak, a folyónak azon az oldalán, ahol az ellenfelük kezdte a harcot. Beauharnais egy kritikus, de pontos döntést készült meghozni: támadást erőltetni, azt remélve, hogy az osztrákokra rohanó hadoszlopaival még egyszer visszaszorítja az osztrák főerőket a Mincio folyón túlra. Visszarendelte Goitóból az Itáliai Királyi Gárdát, hogy biztosítsák a hidat, megerősítette saját keleti szárnyát 13 000 emberrel, 30 ágyúval Mayer ellen, Valeggio falu felé haladt északi irányba, hogy elvágja az ellenség visszavonulásának útját. Bellegarde korábbi döntését megváltoztatta, megfizetett azért, mert megosztotta erőit; Merville dragonyosai megfutamították André Thomas Perreimond tábornok első huszárjait és hat ágyút zsákmányoltak, de azok ellentámadásba mentek át, és a franciák visszaszerezték a fegyvereket.
Merville embereit három vonalba rendezte Pozzolo körül: az első kettőben Joseph von Stutterheim tábornok 2000 elit gránátosa állt, a harmadikban egy dragonyos  zászlóalj. Várták Eugène de Beauharnais támadását. A marsall visszahívta a Királyi Gárdát Goitóból François-Jean-Baptiste de Quesnel és Marie François Rouyer tábornok két gyalogsági zászlóaljának támogatására. Beauharnais végül egyesített támadást indított, és az áttörést csak Stutterheim hősi ellenállása akadályozta meg, aki ezért több, mint 700 emberét áldozta fel. Merville megértette a veszélyt, hogy túljárnak az eszén, ezért Pozzolótól egy mérföldre északra vonult vissza. Beauharnais katonái Merville hadosztályára támadtak ebben az új helyzetében, de ez alkalommal Bellegarde elegendő utánpótlást küldött Merville-nek, így a franciák támadása elakadt, a csata látszólag leállt. A megújult francia támadás Foroni falucskát (ma Valeggio sul Mincio része) is elérte, de az leszálló este megakadályozta a válságos helyzetű borghettói híd elfoglalását. Ezalatt Verdier katonáit északon alig akasztották meg, de a francia ágyúk hangja nyilvánvalóvá tette, hogy ők, az osztrákok vonulnak vissza.
Bellegarde feltételezte, hogy Eugène marsall reggel megújítaná támadását, ezért visszavonulást rendelt el a folyón keresztül. De Bellegarde ismét rosszul mérte fel ellenfele szándékát, mióta elveszett kapcsolata az északi szárnyával. Eugène de Beauharnais visszavonta erőit Goitóból és Mantovából.

## Következmények
Eugène herceg a csata után levelet írt feleségének, amelyben győztesnek mondta magát, de valóságban az esemény egy jelentéktelen és hatástalan dolognak bizonyult. A veszteségek nem voltak különösen nagyok,3500 francia és 4000 osztrák. Beauharnais marsall még egyszer bebizonyíthatta: egyedül ő volt eltökélt és megfelelő parancsnok, aki legtovább tartott ki a harcmezőn, egészen Napóleon áprilisi lemondásáig.

## Fordítás
- Ez a szócikk részben vagy egészben  a   Battle of the Mincio River (1814) című angol Wikipédia-szócikk fordításán alapul.  Az eredeti cikk szerkesztőit annak laptörténete sorolja fel. Ez a jelzés csupán a megfogalmazás eredetét és a szerzői jogokat jelzi, nem szolgál a cikkben szereplő információk forrásmegjelöléseként.